# Jean-Pierre Boyer
Jean-Pierre Boyer (Port-au-Prince, 1776-París, 1850) fou un polític antillà. Era un mulat lliure i va ser president de la regió sud d'Haití el 1818, i el 1820 de tota la República haitiana. Conquerí Santo Domingo el 1822 i va proclamar-se aleshores president de tota l'illa Hispaniola. Fou enderrocat el 1843 i es refugià a París.